# Терещан, Мария Васильевна
Мария Васильевна Терещан (1917—2009) — птичница племенного птицеводческого совхоза «Осокинский» Калачинского района Омской области, Герой Социалистического Труда (1966).

## Биография
Родилась 4 марта 1917 года в селе Матрёнки (ныне село Староникольское) Хохольского района Воронежской области.
В Сибирь приехала с отцом, после того как её мать рано умерла. С 1933 года работала в колхозе «Красный пахарь».
Когда началась война, переехала в племенной птицесовхоз «Осокинский» в селе Осокино Калачинского района Омской области. Работала дояркой, телятницей.
В 1956 году была направлена на птицеферму. Работая птичницей, добиваясь рекордных результатов. На курицу-несушку получала по 171 яйцу в год, а от всего закреплённого за ней поголовья — более 2 миллионов. За высокие трудовые достижения в 1960 году была награждена орденом Ленина. В этом же году вступила в КПСС.
Улучшая свои результаты, Терещан добилась годовых показателей до 250—260 яиц от курицы-несушки.
Делегат XXII съезда КПСС (1961). Депутат Верховного Совета СССР 7-го созыва (1966—1970). Также избиралась депутатом Омского областного Совета депутатов.
Указом Президиума Верховного Совета СССР от 22 марта 1966 года за достигнутые успехи в развитии животноводства, увеличении производства и заготовок яиц и другой продукции Терещан Марии Васильевне присвоено звание Героя Социалистического Труда с вручением ордена Ленина и золотой медали «Серп и Молот».
Жила в Омске. Умерла 10 марта 2009 года. Мемориальная доска, посвященная Терещан, была открыта в селе Осокино в 2014 году. Похоронена на Старо-Восточном кладбище.

## Награды
- Герой Социалистического Труда
- 2 ордена Ленина (1960, 1966)